# 주식 프리미엄
주식 프리미엄(株式 premium)이란 주식의 가격이 액면 가액을 상회하고 있을 때 이의 초과분을 말한다. 예를 들어, 액면 5,000원, 주가 10,000원이 된 경우, 그 초과분 5,000원을 말하게 된다. 또 새로운 주식을 발행할 때 발행 회사가 액면 이상으로 매출하면 발행 가격과 액면의 차이가 생기는데 그것도 주식 프리미엄이라 한다. 후자는 주식 발행차금이라고도 한다.